# Multinacionális vállalat
A multinacionális vállalat (magyar közbeszédben multi) kifejezés olyan vállalatot jelöl, amely számos országban (gyakran több földrészen) rendelkezik telephellyel. Gyakran merül fel az a vád ezen vállalatokkal szemben, hogy a gazdasági versenyt korlátozni törekszenek és erőteljesen kizsákmányolják az elmaradottabb országok természeti erőforrásait és munkaerejét.

## A multinacionális vállalatok és a helyi piacok
A multinacionális vállalatok nevét gyakran összemossák a transznacionális vállalatokéval, tévesen azokat is „multi”-nak nevezve. A multinacionális vállalatok (mint ahogy nevük is mutatja) tulajdonosai több nemzetből kerülnek ki, míg a transznacionális vállalatok tulajdonosai egy nemzetből kerülnek ki, gyakran egy elég szűk, behatárolható csoportból, általában kevesebb, mint 20 tulajdonossal (például Nike: Phil Knight, Bill Bowerman) vagy akár egyetlen ember (például Virgin cégcsoport – Richard Branson) tulajdonában vannak, bár több országban is folytatnak tevékenységet.
A multinacionális vállalatok a legdinamikusabban fejlődő vállalkozások közé tartoznak. Ennek oka többek között, hogy a vállalat egyes piacokon gazdasági erőfölényre tehet szert, továbbá képes például veszteségeinek országok közötti átcsoportosítására.

## Globalizáció és a multinacionális vállalatok
A globalizáció ezeknek a vállalatoknak a megerősödésével jár. 
A globalizáció ellenzői gyakran a multinacionális vállalatok, mint a globalizáció jelképei ellen is fellépnek.

### „Fúziók és Felvásárlások” vagyis: "Mergers and acquisitions"
Erőteljes növekedés a határ nélküli „Fúziók és Felvásárlások”-at (értsd a nemzetközi cégekre, részvénytársaságokra) illetően az 1990-es évektől a napjainkig folyamatosan érezhető és tapasztalható a gazdasági színtéren. A legnagyobb koncentrációjú aktivitás a pénzügyi szolgáltatásokban tapasztalható pl.: biztosítótársaságok, telekommunikáció, bankszféra. Fontos említenünk mint egyik alappillérét ennek a jelenségnek az úgynevezett "FDI"-t, angolul "Foreign direct investment" néven emlegetett fogalmat, ami azt jelenti, hogy külföldi tőkebefektetés. A külföldről beáramló tőkének előnyei és hátrányai is vannak a vendégországot (befogadó) illetően. A multicégek szempontjából alapkő, vagyis ha a multinak szándékában áll valamilyen oknál fogva (például: olcsó munkaerő, gyenge valuta,...) nagyobb összegű befektetésre hajtania a fejét külföldre, akkor egy vagy már létező, nehézségekkel küzdő vállalat felvásárlása formájában valósul meg, vagy új létesítményt hoznak létre, melynek hátránya: például a kisvállalkozások csődbemenetele, tőkekiáramlás (állami szinten). Előnye lehet például: új munkahelyek, infrastruktúra fejlesztése. Az anyaországot vagy inkább anyavállalatot illetően pedig a kockázat, adó és piac határozza hogy előnyös-e (nyereség) vagy épp hátrányosan veszteségesen kerül ki belőle. A multinacionális vállalatok gyakran szereznek meg gyenge tőkeerejű, csődbe vagy kényszerhelyzetbe került kis- és középvállalatokat. A 20. század eleje óta sokszor előfordul, hogy vállalatóriások is egyesülnek).

## A multinacionális vállalatok és a munkavállalók
A multinacionális vállalatok újfajta, a korábbi kötődésektől eltérő lojalitást igényelnek alkalmazottaiktól. A multinacionális cégeknél az alkalmazottak és vezetők munkavégzése és előremenetele majdnem katonai szigorúsággal szervezett, racionálisan szabályozott keretek között megy végbe.
A multinacionális cégek igyekeznek éreztetni alkalmazottjaikkal, hogy kivételezett helyzetben vannak, mert van munkahelyük, magas presztízsű cégnél dolgoznak, általában jók a munkakörülményeik. Cserében ezért nemcsak a munkájukat kell jól elvégezniük, hanem számos részletes szabályzatnak kell eleget tenniük, dokumentálniuk kell a munkájukat és fejlődésüket, lojálisnak kell lenniük a céghez, továbbá elégedettséget kell sugározniuk stb.
A multinacionális cégek megpróbálják az alkalmazottakat és vezetőket folyamatos pszichológiai tréningek segítségével integrálni és magatartásukat alakítani, azonban az alapvetően parancsuralmi szerkezet rengeteg olyan konfliktust vet fel, amelyet nem lehet, nem „politikus” nyíltan megbeszélni, ezért igen magas az ilyen munkahelyek stresszkeltő képessége.
A multinacionális vállalatok – erőfölényüket felhasználva, különösen a fejlődő országokban – általában megakadályozzák alkalmazottjaik szervezkedését, a szakszervezetek létrehozását.